# Boules de geisha
 (juin 2025).
Si vous disposez d'ouvrages ou d'articles de référence ou si vous connaissez des sites web de qualité traitant du thème abordé ici, merci de compléter l'article en donnant les références utiles à sa vérifiabilité et en les liant à la section « Notes et références ».

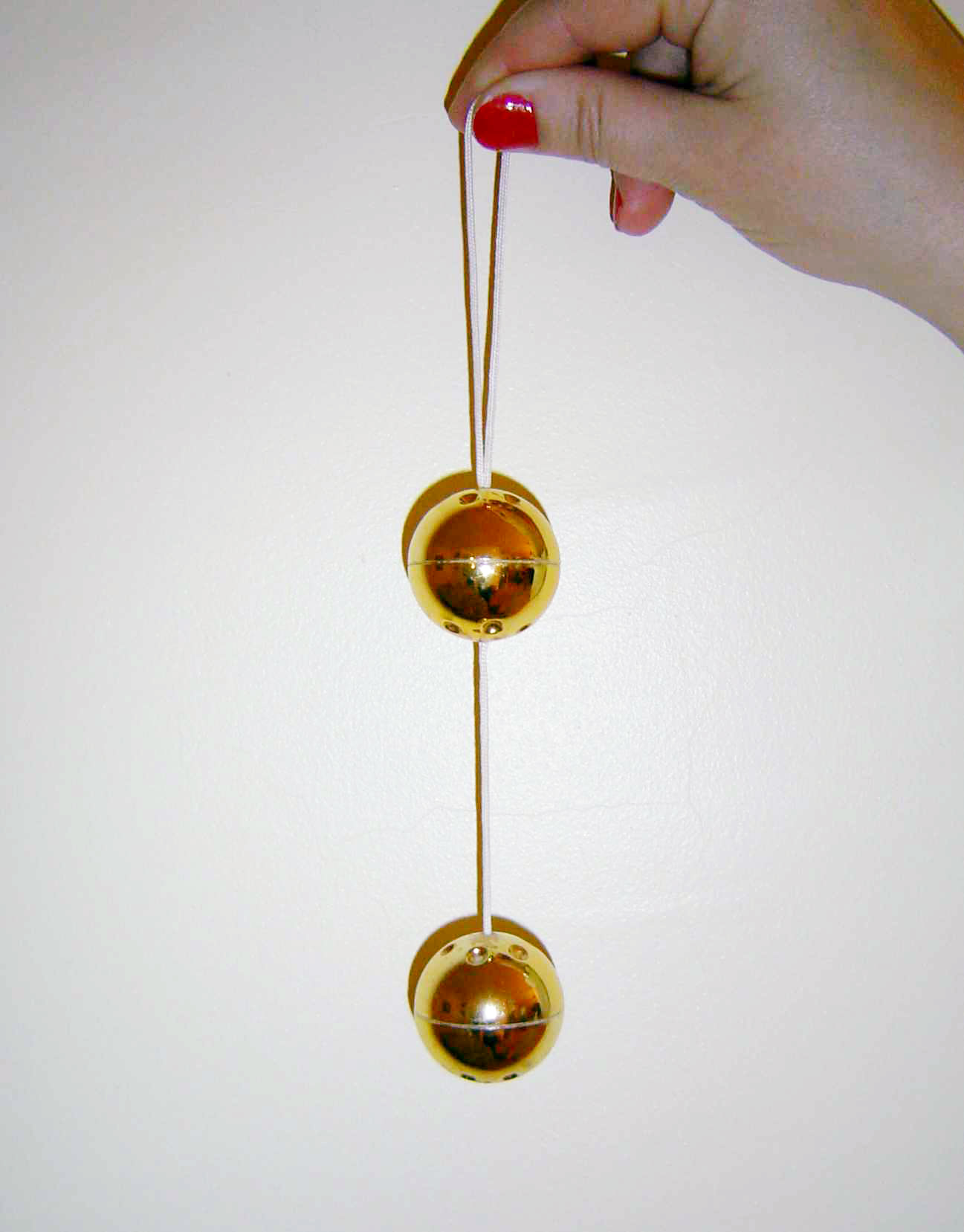
Boules de geisha.

Les boules de geisha sont un sex-toy ainsi qu'un accessoire de rééducation et de musculation du périnée.
Elles sont également connues sous le nom de boules Ben Wa (阴道球, yīndàoqiú, « boules vaginales » ou 内用球, nèiyòngqiú, « boules à usage interne »).

## Histoire
Historiquement, les boules dites « de geisha » sont des boules de 2 à 3,5 cm de diamètre, en pierre semi-précieuse, souvent du jade ou du cristal de roche. Ces boules ou ces œufs en pierre semi-précieuse sont utilisées dans des pratiques du tao et du tantrisme pour activer et maîtriser les muscles du périnée. 
La pratique traditionnelle enseigne l'utilisation d'une seule boule, sans fil. 
S'il y a un fil, c'est uniquement pour attacher un poids à la boule pour un usage plus expert.

## Description

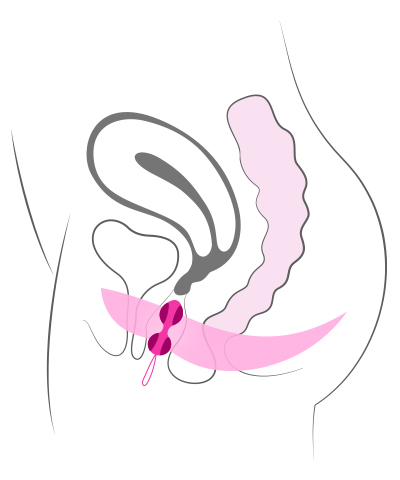
Schéma illustrant l'utilisation de boules de geisha.

Deux types de boules de geisha existent : soit à des fins thérapeutique de rééducation/musculation périnéale soit à des fins récréatives (sextoys).

### Boules de geisha pour la rééducation du périnée
Plusieurs kinésithérapeutes et sages-femmes conseillent d’utiliser les boules de geisha pour maintenir le périnée tonifié après l'accouchement. Plus précisément, il s'agit de dispositifs spécialement conçus à des fins de rééducation périnéale – des cônes vaginaux.
Certains modèles de boules de geisha sont également adaptés : ces boules sont suffisamment lourdes et petites pour répondre aux besoins de rééducation. Comme référence, on cite une boule de 2,5 à 3,5 cm de diamètre et d'un poids minimal de 60 g. Des boules plus grosses et/ou plus légères ne semblent pas créer l'effet escompté. 
Le principe d'action est le suivant : en insérant un cône vaginal ou une boule, la femme est contrainte de garder son plancher pelvien légèrement contracté pour empêcher la boule de tomber.

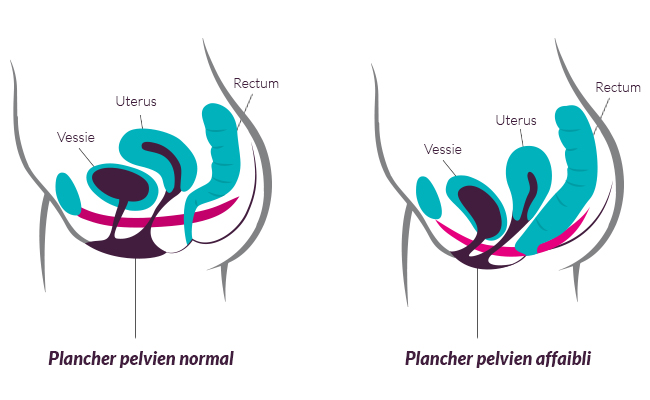
Plancher pelvien féminin affaibli à la suite de l'accouchement.
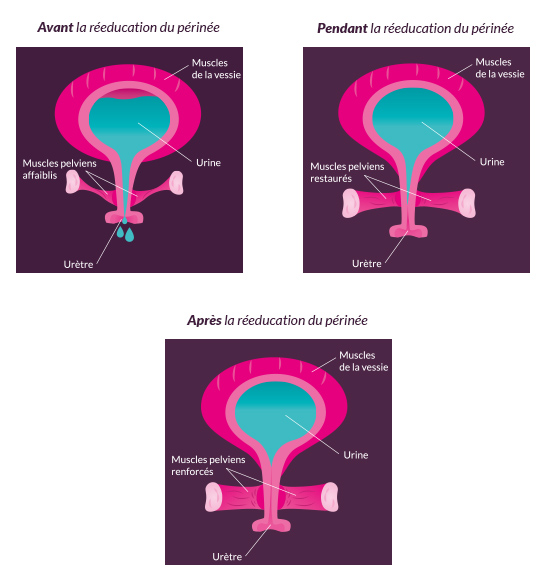
Avant, pendant et après la rééducation du périnée.

Cependant, les études cliniques tardent à confirmer l'argument avancé par les fabricants. L'hypothèse la plus probable est qu'un entraînement plus poussé est nécessaire pour atteindre les résultats escomptés. Certains spécialistes préconisent des programmes d'entraînements associant l'utilisation des boules avec d'autres accessoires.

### Boules de geisha comme sex-toys
Dans les années 2010, on assiste à un véritable engouement pour les boules de geisha depuis la sortie du roman Cinquante nuances de Grey.
Plusieurs modèles sont en vente dans les sex shops.
- Modèle classique : deux boules en latex, ou en silicone, de 3 à 4,5 cm de diamètre, reliées entre elles par un cordon. L'usage proposé par les fabricants est de les insérer et de les porter pour se procurer du plaisir, ou de les utiliser comme un godemichet pour se masturber.
- Modèle avec des billes à l'intérieur : chaque boule contient une bille (généralement métallique), dont les mouvements erratiques, liés aux déplacements de l'utilisatrice, peuvent générer des sensations par petits chocs et roulements. Chez certaines femmes cela peut provoquer un plaisir immédiat. Elles ressemblent au modèle classique.
- Modèle avec une télécommande : la femme insère les boules et active leur vibration avec la télécommande. Le jeu érotique le plus répandu est de confier la télécommande à son/sa partenaire.
- Boules en acier. Ce sont deux boules séparées, assez lourdes. Elles se rapprochent le plus de boules de geisha utilisées à des fin de rééducation périnéale.

Si l'usage vaginal semble le plus répandu, l'usage anal aussi bien chez la femme que chez l'homme se pratique également. Certains utilisateurs[Qui ?] privilégient un retrait très brusque censé multiplier les sensations.

## Mode d'action
Chaque boule contient une bille (généralement métallique) dont les mouvements erratiques se propageront à la surface de l'objet et directement à la paroi du vagin qui est particulièrement sensible aux vibrations. Des exercices consistant à faire sortir manuellement les boules et à contracter les muscles pour les retenir permettent de muscler le périnée ; si ces manipulations sont associées à des sollicitations du clitoris afin de provoquer des contractions, et si les boules sont présentes sur la face antérieure du vagin, sur le point G, elles peuvent au moment de la contraction provoquer un orgasme.
Le port permet de muscler et dynamiser le périnée, muscle fondateur du bassin, et d'asseoir le maintien de tout le corps.

## Usages
Il est important de choisir un modèle adapté pour votre morphologie : les femmes ayant un périnée très affaibli vont privilégier des boules assez grosses, à partir de 4 cm de diamètre et assez légères, autour de 40 g. Au fur et à mesure de la progression, elles vont choisir une boule plus petite, de 3 cm de diamètre et plus lourde.
Le mieux est de privilégier les boules en silicone ou en ABS sans additifs (éviter des boules de qualité médiocre sans certification de matières). Le mieux est d'avoir des boules moulées d'une seule pièce pour éviter tout risque d'accumulation de bactéries.